# B’alaj Chan K’awiil
B’alaj Chan K’awiil (ur. 15 października 625 w Tikal, zm. między 692 a 698) – władca Dos Pilas.
Syn K’inich Muwaan Jol II, władcy Tikal. W 682 roku do Naranjo przybyła jego córka Wak Chanil Ajaw, aby ustanowić nową dynastię.